# PA 2
PA 2 (in francese Porte-avions 2, in inglese CVF FR per Carrier Vessel Future French) era il nome provvisorio di nuova superportaerei francese che dal 2003 il governo francese aveva in progetto di costruire, probabilmente sulla base della classe Queen Elizabeth (CVF) della Royal Navy, e la cui decisione in merito alla sua realizzazione è stata sospesa nel 2009. e abbandonata nel 2013.

## Descrizione
La PA 2 sarebbe stata intesa per sostituire la Foch ed affiancare la Charles de Gaulle, ma a differenza di quest'ultima avrebbe potuto avere una propulsione convenzionale in luogo di quella nucleare, e per consentire alla Marine nationale di disporre per il 2020 di un secondo gruppo da battaglia di una portaerei o per averne sempre uno disponibile quando una delle due portaerei è ferma per manutenzione. Tuttavia, dal momento che la decisione circa la realizzazione è stata sospesa nel 2009, appare probabile, considerando i tempi di progettazione e realizzazione, che la sua eventuale realizzazione sarebbe per sostituire la Charles de Gaulle piuttosto che per affiancarla.
Due opzioni sono state considerate per la realizzazione della PA 2.
Il progetto franco-britannico CVF FR di Thales
Questo progetto prevedeva la realizzazione di una portaerei sul modello della classe Queen Elizabeth progettata dalla Thales per la Royal Navy. La differenza più importante rispetto alla versione inglese (CVF) è che la versione francese (CVF FR) sarà dotata di catapulte e ponte di volo obliquo per operare in modalità CATOBAR, in luogo dello sky-jump utilizzato per la modalità STOVL.
Il progetto francese  Romeo/Juliette di DCNS
Questo progetto prevedeva la realizzazione una portaerei nucleare derivata dalla Charles de Gaulle di 59.000 tons progettata dalla DCN. Il progetto del settembre 2004 ipotizzava una nave di 59.000 tons (61.000 tons max) di dislocamento, 284 metri di lunghezza, 72 metri di larghezza, 27 nodi di velocità massima, 10.000 miglia e 45 giorni di autonomia, e con la possibilità di imbarcare 40 aeromobili (32 Rafale, 3 E-2 Hawkeye et 5 NH90).
Nel 2004 fu infine ritenuta l'ipotesi di una portaerei a propulsione convenzionale e fu costituita la società MOPA2 (joint-venture di DCN 65 % e Thales 35 %) per sviluppare degli studi per definire il progetto francese di portaerei.
L'ipotesi che era sta ritenuta era quella del progetto CVF FR, la quale aveva anche il vantaggio di poter condividere con la versione britannica parte dei costi di progettazione, visto che la comunanza tra i due progetti era dell'85%; si era quindi anche ipotizzato di lavorare insieme alla costruzione delle portaerei. La decisione francese circa la realizzazione tardava ad arrivare e alla fine del 2009 il progetto della PA 2 è stato di fatto congelato.
Nel 2010, si è ipotizzato nuovamente la realizzazione di portaerei secondo il progetto Juliette, ma a propulsione convenzionale, o ancora l'acquisizione di una delle due portaerei della classe Queen Elizabeth dal momento che il governo britannico intende costruirle entrambe ma utilizzarne una sola e l'altra venderla.

## Libri
- Bernard Prézelin, Flottes de combat 2006, Rennes, Éditions maritimes et d'outre-mer, 2005, ISBN 978-2-7373-3879-3.
- Alexandre Sheldon-Duplaix, Histoire mondiale des porte-avions : des origines à nos jours, Boulogne-Billancourt, ETAI, 2006, ISBN 2-7268-8663-9.
- Pierre Pascallo, Quelles perspectives pour le deuxième porte-avion français ?, Paris, L'Harmattan, 2010, ISBN 978-2-7384-9621-8.